# Raymond Cyr
 (juin 2008).
Si vous disposez d'ouvrages ou d'articles de référence ou si vous connaissez des sites web de qualité traitant du thème abordé ici, merci de compléter l'article en donnant les références utiles à sa vérifiabilité et en les liant à la section « Notes et références ».
J.V. Raymond Cyr est un ingénieur et administrateur public québécois né en 1934 à Montréal. 
Il est président du conseil du groupe BCE Canadian Telecom et de Telesat Canada. 

## Distinctions
- 1979 - Prix Mérite de l'Association des diplômés de l'École polytechnique de Montréal
- 1987 - Ordre du mérite des diplômés de l'Université de Montréal
- 1987 - Médaille d'or du Conseil canadien des ingénieurs
- 1988 -  Officier de l'Ordre du Canada[1]
- 1988 - Docteur honoris cause de l'université Concordia[2]
- 1991 - Membre de l'Académie des Grands Montréalais